# 管道昇

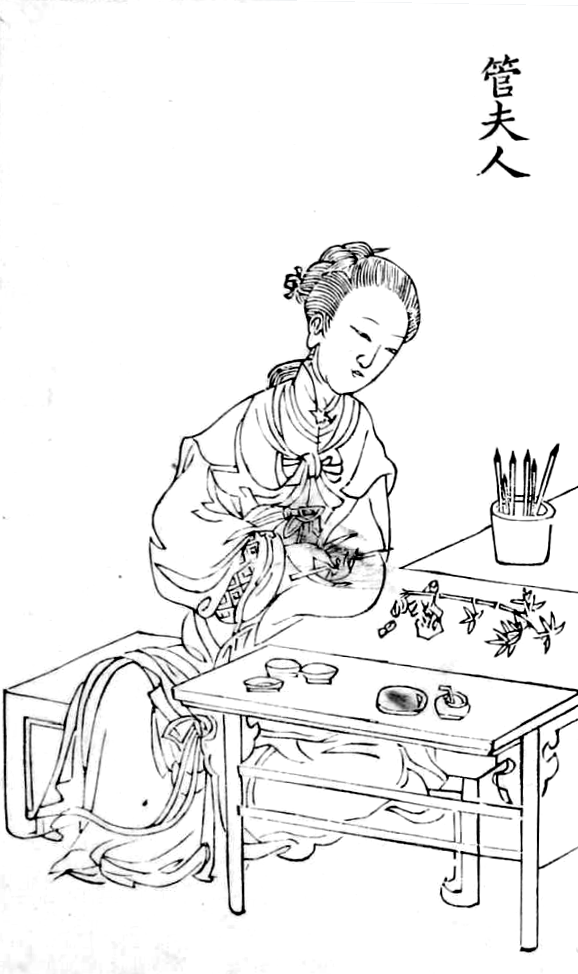
『百美新詠図伝』

管 道昇（かん どうしょう、拼音: Guǎn Dàoshēng、景定3年（1262年） - 延祐6年5月10日（1319年5月29日））は、元朝初期に活動していた画家・詩人である。字は仲姫で、管仲姫または仲姫夫人としても知られる。中国史上最も有名な女性画家・書家であり、才能のある女性としてだけではなく、墨竹画史の上でも傑出した人物である 。また、元朝において広く知られた詩人でもあった。

## 生涯

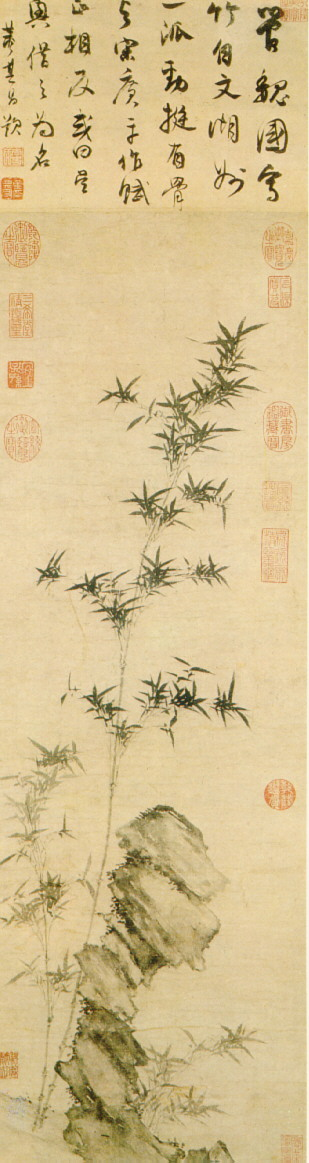
『竹石図』、絹本墨画、国立故宮博物院所蔵。

呉興の高級官僚であった管仲の子孫の家系とされる湖州の地主の家に生まれる。幼少期は「尊敬される人の寝場所」と称される先祖代々の土地で育ち、十分な教育を受けて優れた才能を持っていた。父親は、娘が生まれてすぐに優秀な子供であると考え、高く評価していた。そのため「太陽のごとく昇る高潔な道」を意味する道昇という名前を付けた。
至元23年（1286年）、士大夫で元朝初期随一の芸術家であった趙孟頫と24歳で結婚する 。管道昇と趙孟頫は湖州に庭付きの私邸を、そして徳清近くの東衡村に別荘を購入し、呉興に居を構えた。後に2人は同地に埋葬される。夫婦は2人の息子と2人の娘をもうけ、趙孟頫の連れ子である息子1人と娘4人と共に育てた。趙孟頫の前妻は管道昇との結婚より前に死去している。趙孟頫は朝廷で仕事をしていたため、夫婦で遠方まで旅行することがあった。これにより管道昇は、当時の主要な芸術家たちに会う機会や、同時代の高位階級の女性が通常は行くことのできなかった場所へ行く機会を得た 。特に、北部の都である大都と南部の文化の中心地である黄州間における趙孟頫の旅行に同伴した。もっとも特筆すべきものは、夫婦の結婚の年から3年間に及ぶ大都旅行である。
至元16年（1279年）、クビライの南宋征服により元王朝の中国統一が実現した。クビライは中国人の、特に漢民族の文化支配を確立するため、朝廷に仕えさせる最も才能ある中国人学者を探していた。これにより、趙孟頫は国家の最高機関で自身のキャリアを始め、偉大な芸術家としてのみならず皇帝の活動を記録する「多芸多才の文人」として敬われることとなる。これに伴い、管道昇も自身の才能を発揮して名声を得る機会を得た 。管道昇と趙孟頫はともに禅の深い信仰を抱き、師である中峰明本をはじめとして、浙江北部の湖州と徳清にある自宅に近い天目山の僧院に住む僧たちと親交を深めた。
延祐6年（1319年）5月、管道昇は長い闘病の末に58歳で亡くなった。大都を出発して山東から帰宅する公船上での死去であった 。夫の趙孟頫は、妻の病気のため帰還の許可を求めていた。妻の死とその棺を持った痛ましい帰路を親戚に知らせる趙孟頫の手紙は『酔夢帖』として知られ、喪失感に打ちひしがれる男の姿がありありと描写されている 。趙孟頫が残した文書には、夫婦が暮らした中国北部の気候への嫌悪に焦点が当てられているものがある。そのため、北部の粗食によって管道昇は栄養失調を引き起こし、それに伴う脚気で亡くなったとも考えられている。管道昇が亡くなった後に自身が亡くなるまでの3年間、趙孟頫は妻を偲び、管道昇が生前好んでいた主題の一つである竹を主に描いたと言われている。現在では、夫婦の私邸と庭園である湖州の蓮花荘、および東衡の墓が修復され、小さな美術館が趙孟頫を称えて建てられている。

## 画家としての経歴と画風
管道昇は、元貞2年（1296年）頃に画家として、そして大徳3年（1299年）に書家としての活動を始めたと考えられている 。書の才能に優れ、竹や梅を繊細かつ優雅な筆の運びで描いた。夫の趙孟頫と共に絵画を描いていたとも言われている 。管道昇、趙孟頫、そして夫婦の息子のひとり趙雍の書は、元朝の皇帝アユルバルワダによって巻物に収集された。アユルバルワダは、「夫と妻、そしてその息子の全員が書の才能に優れていることは稀なことだ」と評している。管道昇らの作品は勅封され、皇帝の収蔵品の一部となった。
竹という題材は、非常に魅力のある男性的な性質に染まっていると考えられていた。すなわち、竹の折れずに曲がる性質や冬を越す活力が、固い絆を象徴しているとされていたのである。そのため、管道昇が竹に焦点を当てた絵を描いていたことは、当時の女性芸術家としては異例であった。また、管道昇は竹に女性的な含蓄を加えるため、竹のそばに水域を描いたとも考えられている。趙孟頫の仕事場で発見された大徳5年（1301年）以降の管道昇の墨竹画の巻物は、女性によって描かれる竹をめぐる言説に関する管道昇の認識をはっきりと示している。巻物には、「筆と墨で遊ぶのは男性的な行為だが、私はこの絵を描いた。誰か私が罪を犯したと言うのではなかろうか？何と卑劣なことか。何と見下げ果てたことか。」と自信たっぷりに書かれている。
管道昇の墨竹画は多くの賞賛を得た。特に、女性が描いたことが分からないほど男性的で力強い筆致に驚いたことを批評家たちは認めている。このような賞賛が、延祐4年（1317年）に大都の朝廷が管道昇に「魏国夫人」の称号を授けることに繋がったことには疑問の余地がない。実際、管道昇の作品には皇帝アユルバルワダとその姉セング・ラギの勅封を受けたものがあり、皇帝の収蔵品となった 。皇帝は、管道昇に有名な『千字文』の複写を注文していた 。管道昇の作品は朝廷で人気を博し、そのうえ多くの貴族の女性たちが管道昇に作品を注文していた。また、管道昇は元の寺院のために仏教壁画も描いた。

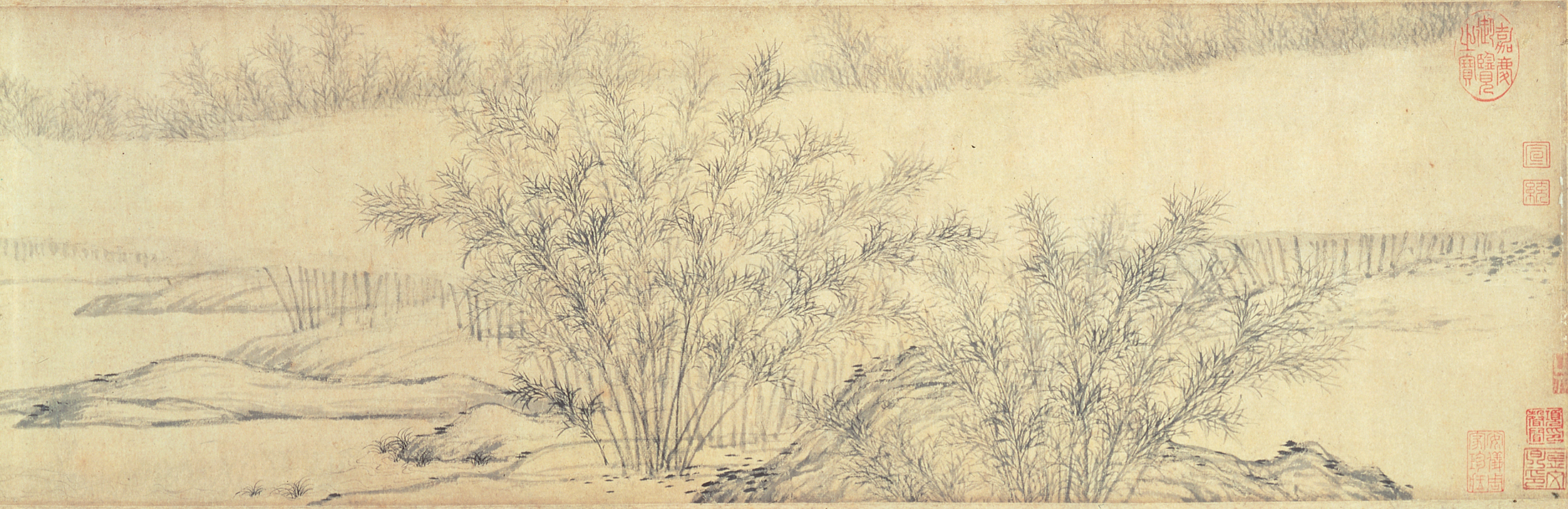
『煙雨叢竹』

竹画の分野における管道昇の最も大きな貢献は、画面近くに密着する孤立した枝としてではなく、風景の一部として竹を描く傾向である。『煙雨叢竹』に見られるように、竹は茂みの一部として描かれ、置かれている風景や雰囲気の印象に従っているように見える。この画風は、元朝初期における氏名不詳の画家の伝統を引き継いでいる。画家の名前は中国では記録されていないが、禅僧によって彼の絵がもたらされた日本では檀芝瑞と呼ばれている。これらの管道昇の作品では、題材全体が霧のようにかすんだ雰囲気の影響下にある。そのため、墨の色調はあまり変化していない。
管道昇の作品の多くは、高位階級の女性のパトロンに捧げられたものであったと思われる。セング・ラギとの親交のほか、『煙雨叢竹』を「楚国夫人」に捧げたことが知られている。このように、管道昇はしばしば女性に作品を送ることで、宮廷における女性の影響力を高めようとしたと考えられる。

## 詩人として
管道昇は、女性が使うことは稀な文体を使って自身の絵に詩を書き込んでいた。管道昇の詩には、夫や子供への心配がユーモラスに表現されている。夫の趙孟頫は、妾を囲おうとした際に「友人が皆やっていることを目論んでいるだけで、（管道昇が）正式な妻であることに変わりはない」と妻に請け合う短い詩を書いた。管道昇はそれに対して短い詩『我儂詞』を書き、夫の目につく所に置いていった。当時の中国において、特に官吏や高級官僚の間で妾を囲うことは一般的な慣習であった。その後この話題は二度と持ち上がらなかったようで、管道昇の死後、趙孟頫は再婚をしなかった。

## 遺産
19世紀に出版された、女性画家に関する文献の中で管道昇は言及されている。この文献は、杭州の学者で書籍収集家である汪遠孫の妻湯漱玉の編纂によるものである。また管道昇は、西洋における初期の中国絵画研究で言及され、現代中国の学者によって作品が研究された数少ない女性の一人である 。管道昇の絵はほとんど残っていないが、台北の国立故宮博物院にある作品、すなわち至大元年（1308年）に描かれた単色画の巻物『煙雨叢竹』は「本物であると考えるのが妥当である」とされている 。管道昇が描いた絵画のほとんどは、親戚、あるいは夫の同僚の妻といったほぼ同じ身分の女性のために描かれたようである。
死後、管道昇の墓石は封建領主と同じように作られ、高い名誉を与えた。
2006年、現代美術家の區凱琳は、管道昇の詩からインスピレーションを受けて連作絵画を描いた。この絵画は、香港中央図書館で「When Words are Sweet... Paintings by Au Hoi-lam」展として展示された。